# علی‌خواجه، نیغده
الیهوکا (به لاتین: Alihoca) یک منطقهٔ مسکونی در ترکیه است که در استان نیغده واقع شده‌است.

## خصوصیات
الیهوکا ۵۵۸ نفر جمعیت دارد و ۱٬۱۶۰ متر بالاتر از سطح دریا واقع شده‌است.